# Michaela Schiemenz

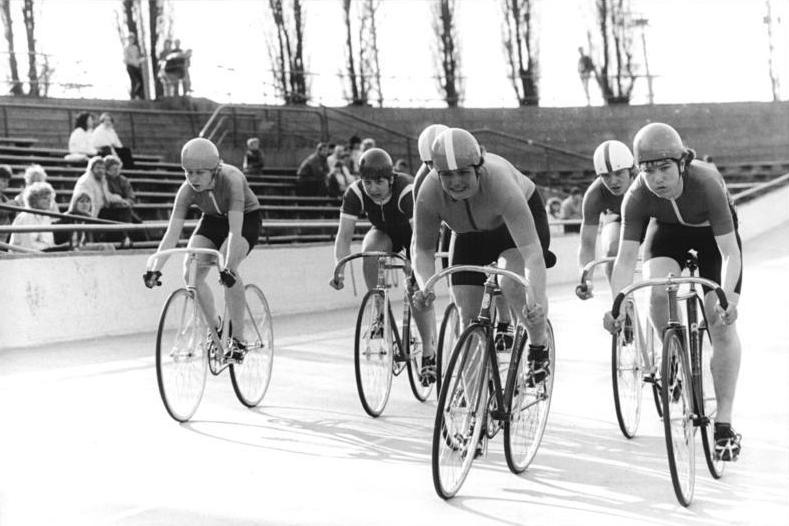
Michaela Schiemenz (an 1. Position), Katrin Barnowsky (rechts)

Michaela Schiemenz (* in Berlin) ist eine ehemalige deutsche Radrennfahrerin und nationale Meisterin im Radsport.

## Sportliche Laufbahn
Schiemenz war im Straßenradsport und im Bahnradsport in der DDR aktiv. 1985 gewann sie die nationale Meisterschaft im Straßenrennen vor Silke Bauerdorf.
Auf der Bahn wurde sie von 1985 bis 1987 Vize-Meisterin im Sprint, jeweils hinter Christa Luding-Rothenburger. Im Zeitfahren war sie 1985 Zweite und 1987 Dritte der Meisterschaftsrennen.
1986 startete sie bei den UCI-Bahn-Weltmeisterschaften im Sprint und schied im Lauf gegen Pamela Deem aus. 1987 kam sie im Sprint bis in das Achtelfinale. Im Grand Prix de Paris 1986 wurde sie hinter Isabelle Nicoloso Zweite.
Schiemenz startete für die BSG Aktivist Schwarze Pumpe und bis zu ihrem Karriereende für den SC Cottbus.